# Мыйка
Мыйка (укр. Мийка; до 2025 года — Мойка), село, Каплуновский сельский совет, Богодуховский район, Харьковская область.
Код КОАТУУ — 6323581202. Население по переписи 2001 года составляет 37 (17/20 м/ж) человек.

## Географическое положение
Село Мыйка находится на берегу реки Хухра, выше по течению на расстоянии в 1 км расположено село Каплуновка, ниже по течению примыкает село Солнечное (Сумская область).
На реке большая запруда.

## История
- 1688 — дата основания.
- 2025 — село переименовали с Мойка на Мыйка